# هادي أباد (كنار شهر)
هادي أباد (بالفارسية: هادی‌آباد) هي قرية تقع في إيران في قسم كنار شهر الريفي.